# San Marcos Yachihuacaltepec
San Marcos Yachihuacaltepec es una localidad mexicana situada en la región central del municipio de Toluca, Estado de México.

## Historia
El primero de ellos tiene su origen en la época prehispánica, cuando la población se llamaba Xochihuacaltepec, nombre náhuatl que puede significar: «Los que poseen casas, en el cerro de las flores». Posteriormente, con la llegada de los españoles, el nombre original fue modificado con la inclusión de un nombre cristiano que se le antepuso: San Marcos Evangelista, para formar el nombre de San Marcos Yachihuacaltepec o Xochihuacaltepec.
Por último, con objeto de resaltar la memoria de algunos héroes nacionales y estatales, en 1986, el H. Ayuntamiento de Toluca asignó un tercer nombre a la población: Juan Aldama, quien fue un caudillo insurgente que luchó al lado de Miguel Hidalgo y Costilla. El nombre oficial del poblado es reducido por los habitantes, quien simplemente lo conocen como San Marcos Yachihuacaltepec.
Cuenta la historia que cuando la Nueva España era independiente, aparecieron las imágenes religiosas de los patrones en donde hoy es la Iglesia. Después los habitantes las devolvieron a la parte superior del cerro creyendo que eran de alguien pasando los días las imágenes de los Santos volvieron a aparecer en el templo, entonces los habitantes decidieron construir una iglesia en honor a los santos.
Las imágenes que se dice fueron las que aparecieron se encuentran en la parte superior de la entrada principal, hacia el atrio   

## Ubicación
El pueblo se encuentra ubicado al noroeste de la ciudad de Toluca, en el Estado de México en el país del mismo nombre, a una distancia aproximada de ocho kilómetros.
San Marcos limita al norte con el pueblo de San Francisco de Asís, Calixtlahuaca; al sur con Santiago Tlaxomulco; al este con los ejidos de Santa Cruz Atzcapotzaltongo, y al oeste con gran parte del cerro de Calixtlahuaca y la teresona (polígono de área Natural protegida).
El pueblo de San Marcos cuenta con un territorio de 1,89 kilómetros cuadrados. Según datos del nomenclátor de localidades del Municipio de Toluca 1995, san Marcos se localiza a una altitud de 2630 metros sobre el nivel del mar.